# 13 (албум на Блър)
Вижте пояснителната страница за други значения на 13.
„13“ е шестият албум на британската алтернативен рок група Блър. Издаден е на 13 март 1999 г. Албумът достига първа позиция в британската класация за албуми и номер 80 в Billboard 200. Отделно са издадени три песни „Tender“, „Coffee & TV“, „No Distance Left to Run“.

## Песни
1. „Tender“ – 7:40
2. „Bugman“ – 4:47
3. „Coffee & TV“ – 5:58
4. „Swamp Song“ – 4:36
5. „1992“ – 5:29
6. „B.L.U.R.E.M.I.“ – 2:52
7. „Battle“ – 7:43
8. „Mellow Song“ – 3:56
9. „Trailerpark“ – 4:26
10. „Caramel“ – 7:38
11. „Trimm Trabb“ – 5:37
12. „No Distance Left to Run“ – 3:27
13. „Optigan 1“ – 2:34